# Velaine-sous-Amance
Velaine-sous-Amance é uma comuna francesa na região administrativa de Grande Leste, no departamento de Meurthe-et-Moselle. Estende-se por uma área de 6,48 km². Em 2010 a comuna tinha 287 habitantes (densidade: 44,3 hab./km²).